# Brother LW-Reihe
Die LW-Reihe ist eine Abfolge verschiedener Schreibmaschinenmodelle mit Diskettenlaufwerk des Büromaschinenherstellers Brother.

## Die LW-Reihe

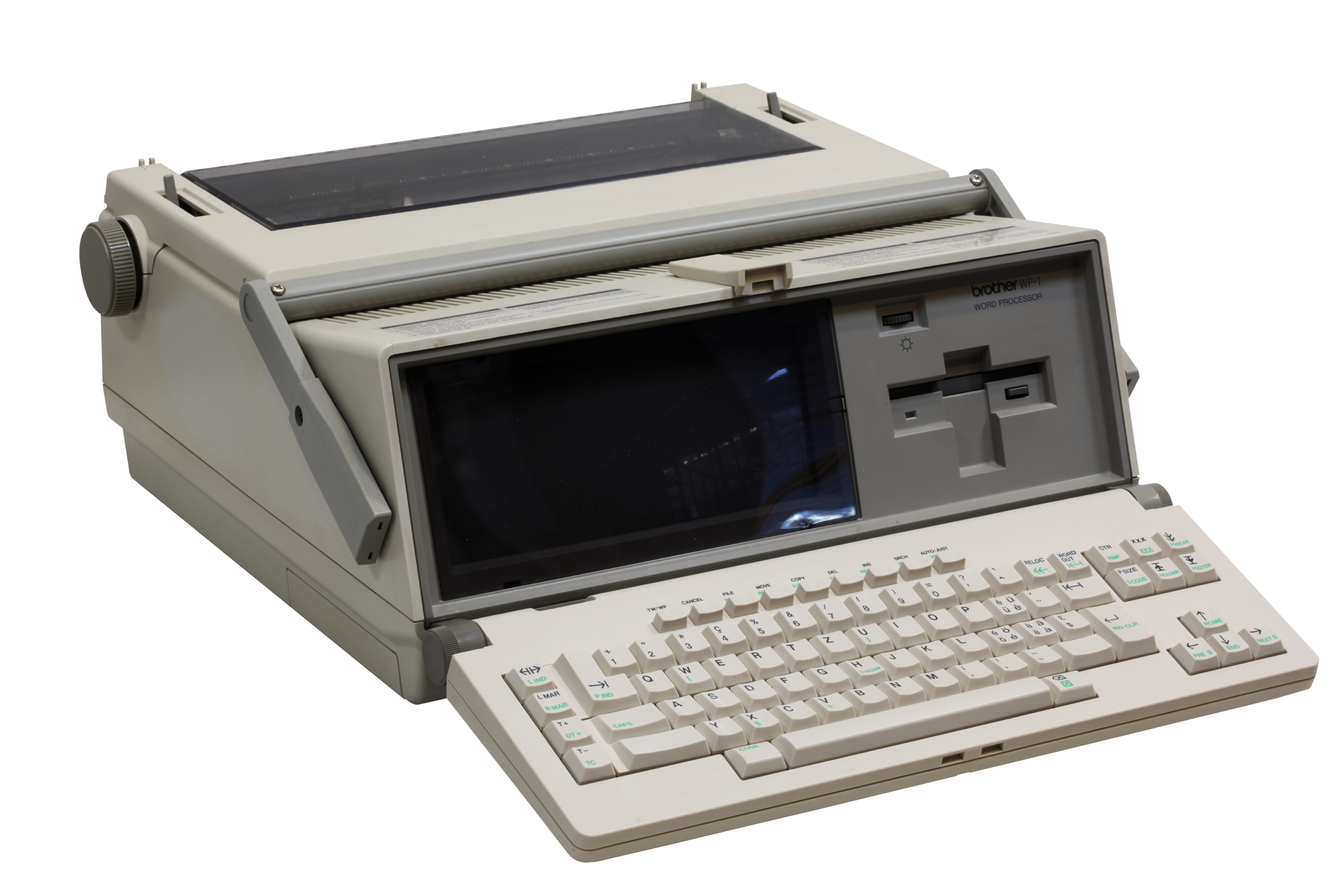
Brother WP-1

Im Rahmen der LW-Reihe brachte der Büromaschinenhersteller Brother ab den 1990er Jahren (in Nachfolge der WP-Reihe aus den späten 1980er Jahren) mehrere Schreibmaschinen unter der Typenbezeichnung LW in Deutschland und Europa auf den Markt. Derzeit bekannt sind die in der Auflistung genannten Modelle. Auf dem amerikanischen Markt wurden dieselben Schreibmaschinen weiter unter dem schon etablierten Namen WP-Reihe (für Word Processor) eingeführt und verkauft. Sie erweitern die Fähigkeiten der Typenrad-Schreibmaschine um die Fähigkeiten einer komplexen Textverarbeitung und Speicherung auf externen Medien (überwiegend 3,5"-Diskette, die in den ersten LW-Schreibmaschinen auf 240 kB Brother-eigenes Format, bei den späteren DOS-kompatiblen LW-Schreibmaschinen auf DD- oder HD-Format der DOS/Windows-Computer, formatiert werden.) Auch Serienbriefe, Adressverwaltung und Rahmengestaltung sind möglich. Es wurde auch eine einfache Tabellenkalkulation angeboten, die zuerst extra käuflich erworben werden musste, in den späteren Modellen (vor allem denen mit Tintenstrahldruckwerk) dann schon fest integriert ist. In der Zeit der DOS-basierenden Computer boten sie vor allem den Vorteil, ohne umfangreiche Systemkonfiguration, die damals noch wesentlich mehr Fachwissen als heute erforderte, ein arbeitsfähiges Komplettsystem zum Preis einer Schreibmaschine der gehobenen Preisklasse zur Verfügung zu stellen. Diese Modellreihe wurde zugunsten der einfacheren herkömmlichen Schreibmaschinen der AX-Reihe eingestellt.

## Generationen
| 1. GENERATION ca. 1991–1995 | 2. GENERATION ca. 1995–2001             | 3. GENERATION ca. 1997–1998 | 4. GENERATION ca. 1998–2002 |
| --------------------------- | --------------------------------------- | --------------------------- | --------------------------- |
| LW-10                       | LW-100                                  | LW-700i                     | LW-810ic/810icBL            |
| LW-20                       | LW-200                                  | LW-710i/710ic               | LW-830ic                    |
| LW-30/35                    | LW-350                                  | LW-730i                     | LW-840ic                    |
| LW-400/450                  | LW-600i („Zwischenmodell“) bis ca. 1997 | LW-750ic bis ca. 2001       |                             |

Anmerkung: „i“ = Modelle mit Tintendruckwerk (Ink); „c“ = Modelle mit Farbtintendruck (Color)
Alle übrigen (früheren) Modelle verwenden Typenraddruckwerke.
Die erste bis dritte Generation wurde auf dem amerikanischen Markt als WP-Reihe (Word Processor), die vierte Generation als PDP Reihe verkauft. PDP steht für Personal Desktop Publisher. Nach einer dreistelligen Zahlenkombination folgt CJ für Color Jet, als Hinweis auf das verwendete Farbtintendruckverfahren.
Bis auf die LW-10 haben alle Modelle ein Diskettenlaufwerk. Die LW-20, LW-30, LW-400 und LW-100 sind im Gegensatz zu den anderen Modellen mit Diskettenlaufwerk nicht DOS-kompatibel, erkennbar am 240 kB Diskettenformat, das nicht vom Computer gelesen werden kann. LW-400, LW-450, LW-730i, LW-750ic und LW-830ic sind Modelle mit externem Monitor, denen das eingebaute Display fehlt.

## Typenvarianten
Seit den späten 1980er Jahren wurden die Schreibsysteme unter verschiedenen Typenbezeichnungen angeboten. Wobei sich auf dem amerikanischen Markt die Typenbezeichnung WP-Reihe etablierte, der auch viele der auf dem deutschen und europäischen Markt angebotenen LW-Reihe Schreibmaschinen angehören. Daher lässt sich teilweise eine deutsche Schreibmaschine der LW-Reihe von ihrer überwiegend baugleichen US-Schwester der WP-Reihe nur durch das unterschiedliche Tastatur-Layout und den unterschiedlichen Systemsoftware-Versionen unterscheiden.
Die Typenbezeichnung WP (Word Prozessor) wurde später auf dem US-Markt durch PDP (Personal Desktop Publisher) ersetzt. In Deutschland und Europa wurden die Schreibsysteme der amerikanischen PDP-Reihe weiterhin unter dem da schon etablierten Namen LW-Reihe auf den Markt gebracht. (Betrifft die Modelle der LW-Reihe 8xx).
Auf dem deutschen und europäischen Markt gab es in den späten 1980er Jahren unter anderem die Brother WP-1 zu kaufen, der noch einige baugleiche Modelle folgten. Da diese Modelle sich auf dem deutschen und europäischen Markt nicht wie erwartet durchsetzen konnten, wurde die Typenbezeichnung WP-Reihe für die nachfolgenden Schreibsysteme durch LW-Reihe ersetzt, der bis zur Einstellung dieser Schreibsysteme beibehalten wurde.
Es lassen sich verschiedene Bauformen unterscheiden, die bei der jeweiligen Generation der Schreibsysteme gleiche Designelemente und Software-Versionen umfasst. Dem zuerst recht eckigen Design der frühen Maschinen folgten immer fließendere Formen der späteren Modelle, da der Designgeschmack sich im Verlauf der etwa zwölf Jahre, in denen die LW-Reihe auf dem Markt war, wandelte.
Offensichtlichster Unterschied ist die Verwendung einer Flüssigkristallanzeige verschiedener Größe (ursprünglich 7 oder 14 Zeilen, später 4, 7 oder 14 Zeilen) oder eines extern anzuschließenden Monitors (ursprünglich 20 Zeilen). Die Monitormodelle haben kein internes Display, sind also in vollem Umfang nur mit einem externen Monitor nutzbar.
Vor allem die ersten Modelle können sowohl im direkten Schreibmaschinenmodus oder dem Textverarbeitungsmodus verwendet werden. Der Schreibmaschinenmodus ist dem einer herkömmlichen Schreibmaschine vergleichbar, bei dem sofort auf Tastendruck ein Zeichen auf das Papier gedruckt wird. Im Textverarbeitungsmodus erfolgt der Ausdruck erst dann, wenn, wie beim Computer, dafür der Druckbefehl gegeben wird. Als Zwischenstufe gibt es den zeilenweisen Ausdruck, durch den eine Zeile Text geschrieben und noch vor dem Ausdruck korrigiert werden konnte. Der Druck erfolgt beim Betätigen der Zeilenschaltung (Returntaste).
Außer der LW-10 haben alle Schreibmaschinen der LW-Reihe ein integriertes Diskettenlaufwerk. Wobei zwischen den Maschinen mit Brother-eigenem 240-kB-Format und dem DOS-kompatiblen Format auf DD- und teilweise auch HD-Disketten unterschieden werden muss. Mit ED-Disketten und dem 100-MB-Diskettenformat können die Schreibmaschinen der LW-Reihe nicht verwendet werden.
Die sogenannten DOS-kompatiblen Textsysteme unterstützen FAT-formatierte Disketten mit formatierten Textdateien. Wobei in den frühen Maschinen – beispielsweise LW-35 – DD-Disketten (720 kB), später – beispielsweise LW-350 – auch HD-Disketten (1,44 MB) verwendet werden können. Das proprietäre Dateiformat „.wpt“ ist nicht kompatibel zu Formaten anderer Textverarbeitungsprogramme. Die Texte sind jedoch im Zeichensatz des ASCII-Standards zu DOS kompatibel, eine Konvertierung in Textdateien unter Verlust aller Formatierungsmerkmale wird unterstützt.
Die Modelle LW-100/200/350 sind aktuellere Modelle der Modellversion mit dem „Daisy Wheel“ genannten Typenrad. In den nachfolgenden Modellen (dritte und vierte Generation) kommt ein Tintenstrahl-Druckwerk zum Einsatz, um gegen die zur Produktionszeit immer häufiger anzutreffenden Tintenstrahldrucker anzukommen. Der Schreibmaschinenmodus und der zeilenweise Ausdruck entfällt damit.
Die letzten Modelle sind die Schreibmaschinen LW-750ic bis LW-840ic. Mindestens im Modell LW-750ic wurde eine eigenständige Office-Komplettlösung einschließlich Treiber und Software für einen Handscanner auf Basis von PEN/GEOS ausgeliefert, die übrigen 7xx-Modelle und die nachfolgenden 8xx-Modelle arbeiten auf Grundlage einer DOS-GUI. Das Modell LW-840ic mit Flachbildschirm wurde als Letztes bis 2002 angeboten. Die übrigen Modelle wurden mit eingebautem Farbdisplay oder mit Monitor (Farbig oder Schwarzweiß) ausgeliefert. Sie haben ein 300-x 300-dpi-Tintendruckwerk und drucken in Farbe. Es können einfache Zeichnungen erstellt oder je nach Modell Clipart-Grafiken verwendet werden. Einige Modelle bieten eine einfache Tabellenkalkulation und den Import von Lotus 1-2-3-Dateien. Texte sind aber wie zuvor nur über ASCII-Dateien austauschbar.

## Nichtaustauschbarkeit der Daten bei den ersten LW-Modellserien
Die LW-20/30, LW-400 und LW-100 (sowie die LW-10 mit 70 kB-Speicherkartenlaufwerk) gehören zu den Generationen der LW-Modelle, die nicht DOS-kompatibel sind. Ein angekündigtes Konvertierungsprogramm, das DOS-Kompatibilität ermöglichen sollte, kam in Deutschland nie auf den Markt. Außer in der LW-10 kann in jeder nicht-DOS-kompatiblen Schreibmaschine der LW-Reihe eine auf 240 kB formatierte Diskette verwendet werden, die aber weder in den neueren Modellen der LW-Reihe noch in Standardcomputern gelesen oder bearbeitet werden kann. Textdaten von LW-20/30/400/100 auf 240-kB-Format-Disketten können daher nur untereinander ausgetauscht werden. Die LW-10 besitzt ein Speicherkartenlaufwerk das für scheckkartengroße Speicherkarten mit etwa 70 kB benutzt werden kann. Zudem steht ein interner Speicher von 30 kB zur Verfügung, doch die Daten können ebenfalls nicht mit DOS-kompatiblen Schreibmaschinen ausgetauscht werden.

## Konvertierungsprobleme DOS-kompatibler LW-Modelle

Konvertierungsproblem: im Vordergrund die brothereigene Konvertierung ins DOS-Textformat unter Verlust fast aller Formatierungsmerkmale, im Hintergrund die annähernd korrekte Konvertierung ins MS-Word-Format mithilfe des Programms Wordport
Quelldokument: Schallplattenbestellung per Brief, mit LW-35 erstellt

Ab LW-35/450 werden DOS-formatierte Standarddisketten (nur 2DD-Bauform im 720 kB-Format) für den Austausch mit MS-DOS-kompatiblen Computern verwendet. Das mitgelieferte Konvertierungsprogramm erstellt allerdings nur unformatierte ASCII-Textdateien, deren Umlaute und Sonderzeichen nur unter DOS, nicht aber unter Windows oder anderen Betriebssystemen erhalten bleiben.
Die Formatierungsmerkmale des Layouts (Seitenumbrüche, Textformatierungen, Tabellen, Kopf- und Fußzeilen usw.) gehen dabei ebenfalls verloren. Um wenigstens die Texte auf anderen Plattformen oder Systemen mit anderen Zeichensätzen weiterverwenden zu können, ist mindestens noch die zusätzliche Konvertierung der DOS-Sonderzeichen (DOS-Codierung: Zeichensatztabelle 850, Mehrsprachig bzw. Lateinisch I oder „IBM 850“) mit einem geeigneten Programm (unter Linux z. B. Recode oder Kate) nötig. Diese Eingabe muss manuell erfolgen, da im Dokumentenformat kein Attribut für den Zeichensatz des Typenrads vorgesehen ist, der sich bei internationalen Modellen je nach Land und verwendeter Schrift unterscheiden kann (Typenräder für deutsch: „08“ oder „08F“, weitere Sonderzeichen sind mit Typenrädern der Kennung „international“ oder „Symbol“ möglich). Der Typenradwechsel wird zwar mit einem manuellen Stopp-Attribut möglich (bei Änderung der Schrittweite stoppt die Schreibmaschine automatisch), es ist aber dem Benutzer der Schreibmaschine überlassen, ob und welches passende Typenrad dabei eingesetzt wird und wie Sonderzeichen bei der Konvertierung des Dokuments manuell ersetzt bzw. Schriftänderungen beim Konvertieren nachformatiert werden. Einige Typenradschriften (z. B. Quadro, Brougham) sind für den Computer nicht oder nur ähnlich oder unter anderen Namen erhältlich.
Ein generelles Problem bei Schreibmaschinenkonvertierung ist der bei Schreibmaschinen übliche Überdruck eines zweiten Zeichens mittels manuellem Rückschritt, der beim Computer generell nicht entsprechend umgesetzt werden kann. Es wird je nach Konvertiermethode immer nur das erste Zeichen konvertiert oder die beiden Zeichen nacheinander wiedergegeben, nur für wenige Sonderzeichen wie das „E“ mit Gravis- oder Akut-Zeichen (È, É) gibt es im Dokument eine eigene Kodierung.
Eine Konvertierung unter Erhalt der Textformatierung und des Layouts mit Bordmitteln ist nicht möglich. Es ist jedoch Windowssoftware eines Drittanbieters bekannt (FileMerlin oder Vorgängerprogramm Wordport), die die Dateien von veralteten Textverarbeitungssystemen z. B. in Word- oder „Rich-Text-Format“-Dateien konvertiert. Das Problem der Schriftformatierung, eventueller Zeichensatzänderungen auch während eines Dokuments ist aber mangels entsprechender Quelltextattribute auch hier gegeben. Zudem lassen sich auch mit diesen Programmen nicht alle Layouteinstellungen originalgetreu übertragen. So gibt es beispielsweise Probleme mit der Verschiebung von Seitenumbrüchen oder Mehrspaltendruck.